# Couvent des Carmes de Rouen
Pour les articles homonymes, voir Couvent des Carmes.
Le couvent des Carmes est un ancien couvent de Rouen, à ne pas confondre avec l'ancien couvent des Carmes déchaussés (église Saint-Romain).

## Historique
Les Carmes s'installent à Rouen en 1260 grâce à l'archevêque Eudes Rigaud, ami de saint Louis. Les carmes s'établissent à la chapelle Saint-Yves, dans le faubourg Saint-Sever. 
À la suite de nombreuses inondations et de l'insécurité du lieu, ils obtiennent en 1336 de l'archevêque de Rouen Pierre Beaufort d'installer leur couvent rive droite, dans la paroisse Saint-Lô, à l'emplacement de la chapelle Sainte-Apolline.
Grâce à la protection de Jean de Lancastre, duc de Bedford, une nouvelle église conventuelle et un cloître sont construits. Thomas de Valde, carme et confesseur du roi Henri V y meurt en 1430.
Le couvent a été le siège de nombreuses confréries, dont la plus célèbre est le Puy des Palinods, transféré de l'église Saint-Jean aux Carmes en 1515.
Le couvent étant supprimé à la Révolution, l'église et le cloître sont démolis, laissant l'espace et permettant le percement de la place des Carmes. Les vestiges encore visibles au début du XXe siècle disparaissent avec les bombardements du 19 avril 1944. La fontaine, alimentant le couvent, a été installée sur la place avant d'être enlevée en avril 1961.